# Fabbriche di Vergemoli
Fabbriche di Vergemoli è un comune italiano sparso di 693 abitanti in provincia di Lucca in Toscana. È situato in Garfagnana.

## Storia
È stato istituito il 1º gennaio 2014 dalla fusione dei comuni di Fabbriche di Vallico (che ne è il capoluogo) e Vergemoli.

### Simboli
Lo stemma comunale e il gonfalone sono stati concessi con il decreto del presidente della Repubblica del 19 settembre 2018.
Nello scudo sono affiancati gli stemmi dei precedenti comuni di Fabbriche di Vallico e Vergemoli.
Il gonfalone è un drappo partito d'azzurro e di rosso.

## Monumenti e luoghi d'interesse
- Chiesa di San Giacomo apostolo a Fabbriche di Vallico
- Chiesa della Madonna della Neve a Campolemisi
- Chiesa di San Jacopo a Vallico Sotto
- Chiesa di San Michele a Vallico Sopra
- Chiesa di San Pellegrinetto
- Chiesa dei Santi Quirico e Giulitta a Vergemoli
- Chiesa di San Francesco d'Assisi a Fornovolasco
- Chiesa di San Tommaso a Calomini, che conserva un rilievo cinquecentesco marmoreo con la Madonna del Rosario con san Domenico e san Tommaso[8].
- Eremo di Calomini (si raggiunge dalla strada che collega Gallicano a Vergemoli)
- Palazzo Roni a Vergemoli
- Grotta del Vento a Fornovolasco (località Trimpello)
- Parco del Battiferro a Fornovolasco
- Parco del Levigliese (sulla strada per Fornovolasco)
- Sentiero del Lupo a Fabbriche di Vallico

## Società

### Evoluzione demografica
Abitanti censiti

### Etnie e minoranze straniere
Secondo i dati ISTAT al 31 dicembre 2021 la popolazione straniera residente nel comune era di 73 persone, pari al 10,2% della popolazione totale.

## Amministrazione
| Periodo         | Periodo        | Primo cittadino  | Partito              | Carica              | Note   |
| --------------- | -------------- | ---------------- | -------------------- | ------------------- | ------ |
| 1º gennaio 2014 | 26 maggio 2014 | Carmela Crea     |                      | Comm. straordinario | [ 11 ] |
| 26 maggio 2014  | 27 maggio 2019 | Michele Giannini | lista civica Insieme | Sindaco             | [ 11 ] |
| 27 maggio 2019  | 9 giugno 2024  | Michele Giannini | lista civica Insieme | Sindaco             | [ 11 ] |
| 10 giugno 2024  | "in carica"    | Michele Giannini | lista civica Insieme | Sindaco             | [ 11 ] |